# حثل عظمي كلوي المنشأ
يُعرّف سوء التغذية العظمي الكلوي أو الحثل العظمي كلوي المنشأ (بالإنكليزية: Renal osteodystrophy) حالياً على أنه تغيّر في مورفولوجيا العظام لدى المرضى المصابين بالمرض الكلوي المزمن، وهو أحد مقاييس المحتوى العظمي للاضطراب الجهازي للمعادن والعظام المترافق مع المرض الكلوي المزمن، وقد صيغ مصطلح «الحثل العظمي كلوي المنشأ» عام 1943، بعد مضي 60 عاماً على تحديد ترابط بين أمراض العظام والفشل الكلوي.
حُددت الأنماط التقليدية للحثل العظمي كلوي المنشأ اعتماداً على التقلب والتمعدن كما يلي:
1. نمط خفيف، يتميز بازدياد طفيف في التقلب مع تمعدن طبيعي.
2. التهاب العظام الليفي، وفيه يزداد التقلب ويبقى التمعدن طبيعياً.
3. تليّن العظام، ويتميز بتقلب متناقص وتمعدن شاذ.
4. نمط وهني، يتميز بتقلب متناقص ولا خلوية.
5. نمط مختلط، يتضمن تقلباً متزايداً وتمعدناً شاذاً.

اقترح تقرير لمنظمة «مرض الكلى: تحسين النتائج العالمية» أن خزعات العظام المأخوذة من المصابين بالمرض الكلوي المزمن ينبغي أن تتميز بتحديد تقلب العظام، وتمعدنها وحجمها.
من جهة أخرى، يُعرّف اضطراب المعادن والعظام المترافق مع المرض الكلوي المزمن على أنه اضطراب جهازي لاستقلاب المعادن والعظام نتيجة تظاهر المرض الكلوي المزمن بأحد الشذوذات التالية أو تشكيلة منها:
شذوذات في استقلاب الكالسيوم، أو الفوسفور، أو الهرمون الدريقي أو الفيتامين د.
شذوذات في تقلب العظام، أو تمعدنها، أو حجمها، أو نموها الخطي أو قوتها (الحثل العظمي كلوي المنشأ).
تكلس الأوعية أو الأنسجة الرخوة الأخرى.

## العلامات والأعراض
قد لا يظهر الحثل العظمي كلوي المنشأ أي أعراض، لكنها تتضمن إذا ظهرت:
- ألماً في العظام
- ألماً في المفاصل
- تشوّهاً في العظام
- كسوراً في العظام

لا يرتبط المفهوم الأوسع لاضطراب المعادن والعظام المترافق مع المرض الكلوي المزمن بكسور فقط، بل بتكلس قلبي وعائي، وسوء نوعية الحياة وزيادة نسب المراضة والوفاة لدى المصابين بالمرض الكلوي المزمن أيضاً (وهو ما يسمى بالمحور العظمي الوعائي). واكتسبت هذه العواقب السريرية اهتماماً كبيراً لدرجة أن المجموعات العلمية أو المبادرات العالمية تحاول تعزيز الأبحاث في هذا المجال، سواء أكانت أساسية، أو انتقالية أو سريرية.

## الإمراضية
وُصف الحثل العظمي كلوي المنشأ تقليدياً بأنه نتيجة لفرط الدريقات الثانوي لفرط فوسفات الدم بالتزامن مع نقص كالسيوم الدم، واللذان ينتجان عن تناقص إطراح الكلية المتضررة للفوسفات.
تعجز الكلى المتضررة عن تحويل الفيتامين د إلى شكله الفعّال، وهو الكالسيتيرول، ما يخفّض مستوياته ويؤدي إلى نقص أكبر في كالسيوم الدم. ويعتقد حالياً أن المستويات المرتفعة من عامل نمو الأرومة الليفية الـ 23 هو المسبب الأهم لتناقص مستويات الكالسيتيرول لدى المصابين بالمرض الكلوي المزمن.
يزيد الإنتاج المفرط للهرمون الدريقي في المرض الكلوي المزمن من معدل ارتشاف العظام، ويؤدي لنشوء العلامات العظمية الهيستولوجية الخاصة بفرط الدريقات الثانوي، ولكن في حالات أخرى، قد تبطئ العديد من العوامل الارتفاع البدئي لمستويات الهرمون الدريقي وإعادة تشكيل العظام إلى حد كبير، وتتضمن هذه العوامل العمر، والأصل العرقي، والجنس، والمعالجات المتضمنة للفيتامين د، أو أملاح الكالسيوم، أو محاكيات الكالسيوم، أو الستيروئيدات، أو ما إلى هنالك، ما يؤدي إلى انخفاض تقلب العظام أو مرض العظام الوهني.
يخضع كل من اضطرابَي تزايد وتناقص تقلب العظام للمراقبة على حد سواء لدى المصابين بالمرض الكلوي المزمن المعالَجين بالديال، وتترافق جميع أنماط الحثل العظمي كلوي المنشأ مع تزايد خطر التعرض لكسور في الهيكل العظمي، وتراجع نوعية الحياة، والعواقب السريرية السيئة.

## المعالجة
تتضمن معالجة الحثل العظمي كلوي المنشأ ما يلي:
- متممات الكالسيوم و/أو الفيتامين د الأصلي (الكوليكالسيفيرول، والإرغوكالسيفيرول والكالسيفيديول)
- الحد من الفوسفات الغذائي (وخصوصاً الفوسفات اللاعضوي الموجود في المضافات الغذائية)
- روابط الفوسفات، مثل كربونات الكالسيوم، وأسيتات الكالسيوم، وهيدروكلوريد أو كربونات السيفيلامير، أو كربونات اللانتان، أو السكروفيريك أوكسيهيدروكسيد، أو سيترات الحديديك أو غيرها.
- الأشكال الفعالة من الفيتامين د (الكالسيتيرول، الألفاكالسيدول، الباريكالسيتول، الماكسالكالسيتول، الدوكسيركالسيفيرول وغيرها)
- السيناكالست
- زرع الكلى

قد يكون إجراء الديال الدموي خمس مرات أسبوعياً مفيداً
- استئصال الدريقات في حالة الداء العرضي النهائي المقاوم للأدوية.[7][8]